# Berryz公寓9階
《Berryz公寓9階》（Berryzマンション9階）是日本的女子偶像組合Berryz工房的第8張原創專輯，於2013年1月30日發行。唱片公司為PICCOLO TOWN。

## 概要
- 與上一張專輯《愛的專輯⑧》相距約11個月。
- 收錄第28張單曲《Be元氣 ＜只要嘗試便能做到!＞》至第30張單曲《WANT!》3首A面曲，以及《cha cha SING》B面曲《Momochi! 饒恕我吧♡體操》的Remix版本、《沒有你活不下去》的全新版本和新曲等，一共10首歌曲。
- 本作分「初回限定盤」和「CD盤」2種版本。
- 「初回限定盤」收錄了新曲《亂七八糟〜（各成員 Solo Ver.）》的音樂影片（PV）、專輯「Berryz公寓9階」的製作花絮（Making）、《cha cha SING（Flash Mob ver.）》、B面曲《Momochi! 饒恕我吧♡體操》的Making和「Berryz工房 訪問泰國」的片段。
- 在2月11日於公信榜專輯週排行榜取得第24位。

## 收錄內容

### CD（初回限定盤、CD盤）
1. 亂七八糟〜（すっちゃかめっちゃか〜）
（作詞、作曲：淳君　編曲：平田祥一郎）
2. WANT!
（作詞、作曲：淳君　編曲：平田祥一郎）
第30張單曲
3. 男子漢（男前）
（作詞、作曲：淳君　編曲：平田祥一郎）
嗣永桃子、熊井友理奈主唱
4. 感覺非常的良好!（なんだかんだで良い感じ!）
（作詞、作曲：淳君　編曲：板垣祐介）
徳永千奈美、須藤茉麻主唱
5. 戀 珍愛的季節 （恋 いとしき季節）
（作詞、作曲：淳君　編曲：近藤圭一）
清水佐紀、夏燒雅、菅谷梨沙子主唱
6. Be元氣 ＜只要嘗試便能做到!＞ 
（作詞、作曲：淳君　編曲：平田祥一郎）
第28張單曲
7. 率直的我（まっすぐな私）
（作詞、作曲：淳君 編曲：上杉洋史）
8. cha cha SING
（作詞：Mukek Jongmankhong　日語填詞：淳君　作曲：Sudsan Wongsamut　編曲：大久保薫）
第29張單曲
9. 沒有你活不下去（2013 Ver.）（あなたなしでは生きてゆけない）
（作詞、作曲：淳君　編曲：AKIRA）
第1張單曲
10. Momochi! 饒恕我吧♡體操（饒恕我 Remix）（ももち! 許してにゃん♡体操 (許さにゃい Remix)）
（作詞、作曲：淳君　編曲：原田ナオ）
第29張單曲《cha cha SING》的B面曲、嗣永桃子主唱

### DVD
1. 亂七八糟〜（清水佐紀 Solo ver.）
2. 亂七八糟〜（嗣永桃子 Solo ver.）
3. 亂七八糟〜（徳永千奈美 Solo ver.）
4. 亂七八糟〜（須藤茉麻 Solo ver.）
5. 亂七八糟〜（夏燒雅 Solo ver.）
6. 亂七八糟〜（熊井友理奈 Solo ver.）
7. 亂七八糟〜（菅谷梨沙子 Solo ver.）
8. Berryz公寓9階（Making）
9. cha cha SING（Flash Mob ver.）（Making）
10. Momochi! 饒恕我吧♡體操（Making）
11. Berryz工房 訪問泰國 Making映像 ①
12. Berryz工房 訪問泰國 Making映像 ②